# 신파시즘
신파시즘(Neo-fascism)은 2차 세계대전 이후 등장한 파시즘의 이론과 운동을 총칭하는 표현이다. 후파시즘 이라고도 한다. 프랑스의 파시스트 작가인 모리스 바르데슈는 전후 네오파시즘의 일반적 성격을 민족주의, 사회주의, 권위주의, 그리고 반공주의를 지향하는 교조와 운동이라고 정의했다. 
파시즘 자체가 다양한 정치세력을 비판하는 용도로 본래의 의미와 무관하게 오용되는 상황에서, '네오파시즘'이라는 용어 역시도 단순히 억압적인 권력이나 국가의 전체주의적 행위를 비난하는 용도로 사용되는 경우가 있다. 이것은 어디까지나 멸칭으로서의 네오파시즘이며, 이데올로기나 운동으로서의 네오파시즘과는 관계없다.
제2차 세계 대전 이후 파시즘 진영은 초토화되었지만, 이탈리아에서 다시 신-파시즘 운동이 있었다. 현재 유사 파시스트와 현대에서 일컫는 모든 파시즘은 이 신파시즘에 속한다.